# كوخدان (دنا)
كوخدان (بالفارسية: کوخدان) هي قرية تقع في إيران في قسم دنا الريفي. يقدر عدد سكانها بـ 331 نسمة بحسب إحصاء 2016.